# 라이크 (텔레노벨라)
《라이크》(영어: Like)는 2018년 방영된 멕시코의 텔레노벨라이다.